# Fortifications étrusques
La formation de la dodécapole étrusque historique, puis les multiples extensions dans la plaine du Pô, mais également en Campanie, en Ombrie et dans le Latium, révèlent une puissance militaire étrusque efficace. De fait, les Étrusques disposent non seulement de forces de frappe terrestre et maritime massives et structurées, mais aussi d'une poliorcétique efficace. Pourtant, bien que le corpus étruscologique atteste de l'usage de machines de guerre, l'ensemble des vestiges de la stratégie de siège des Étrusques relève essentiellement de la défense. En effet, les différentes fortifications des cités étrusques jouent un rôle déterminant au cours de l'histoire militaire étrusque.

## Analyse générale

### Des techniques architecturales au service de la défense des cités
Les vestiges des cités-états d'Étrurie témoignent de moyens et de dispositifs techniques élaborés et d'une architecture urbanistique efficace et novatrice. De manière incidente, les procédés d'édification étrusques sont mis au service d'une logistique défensive solide, dont la science tactique est reconnue jusque dans les territoires celtiques outre-alpins dès le VIe siècle av. J.-C.. De fait, l'architecture étrusque a laissé de nombreux vestiges intégrés dans les éléments défensifs des époques postérieures.

Les cités-état d'Aritim (Arezzo), de Velx (Vulci) et de Cisra (Cerveteri)
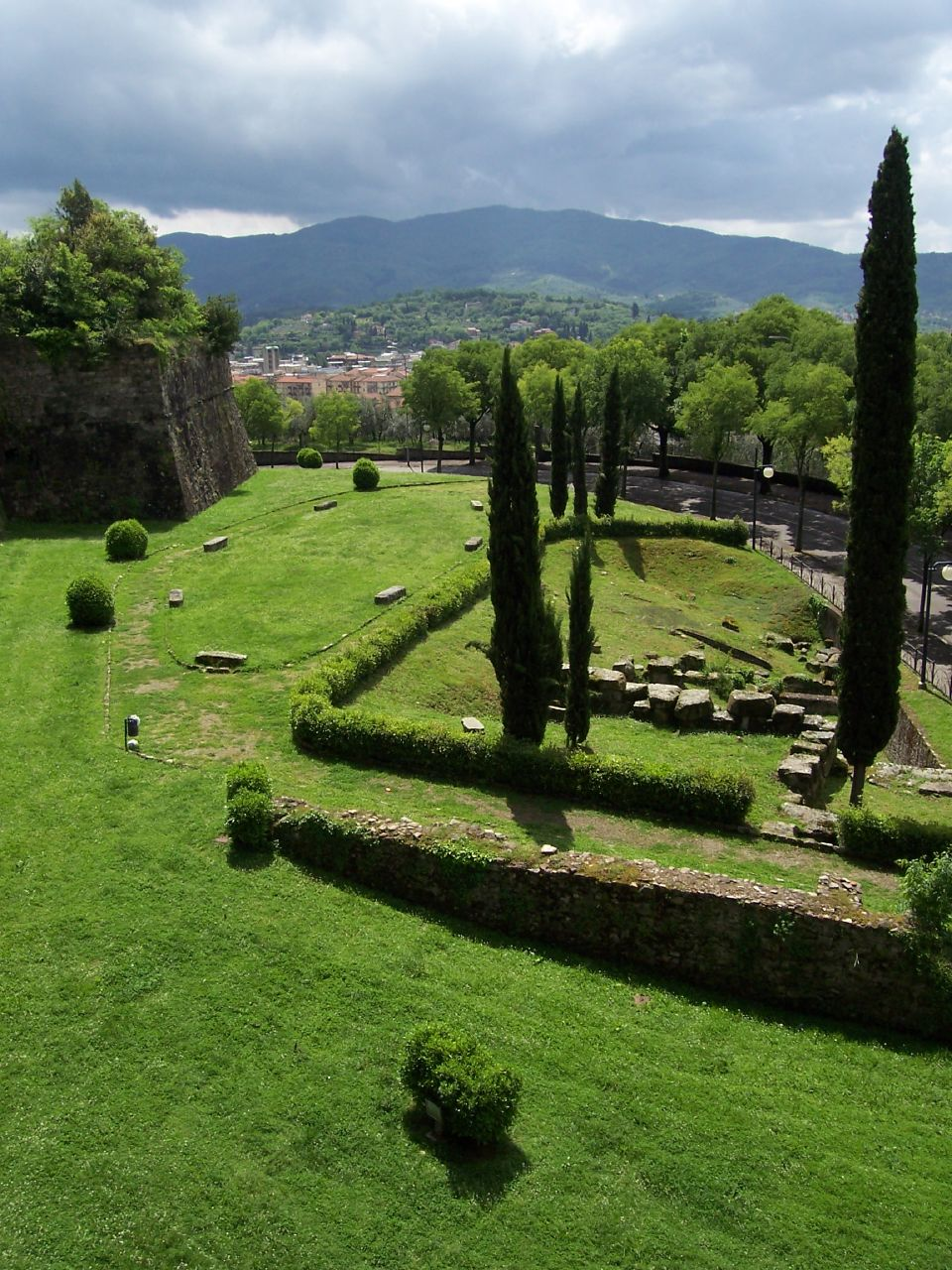
Vestiges d'Arezzo.
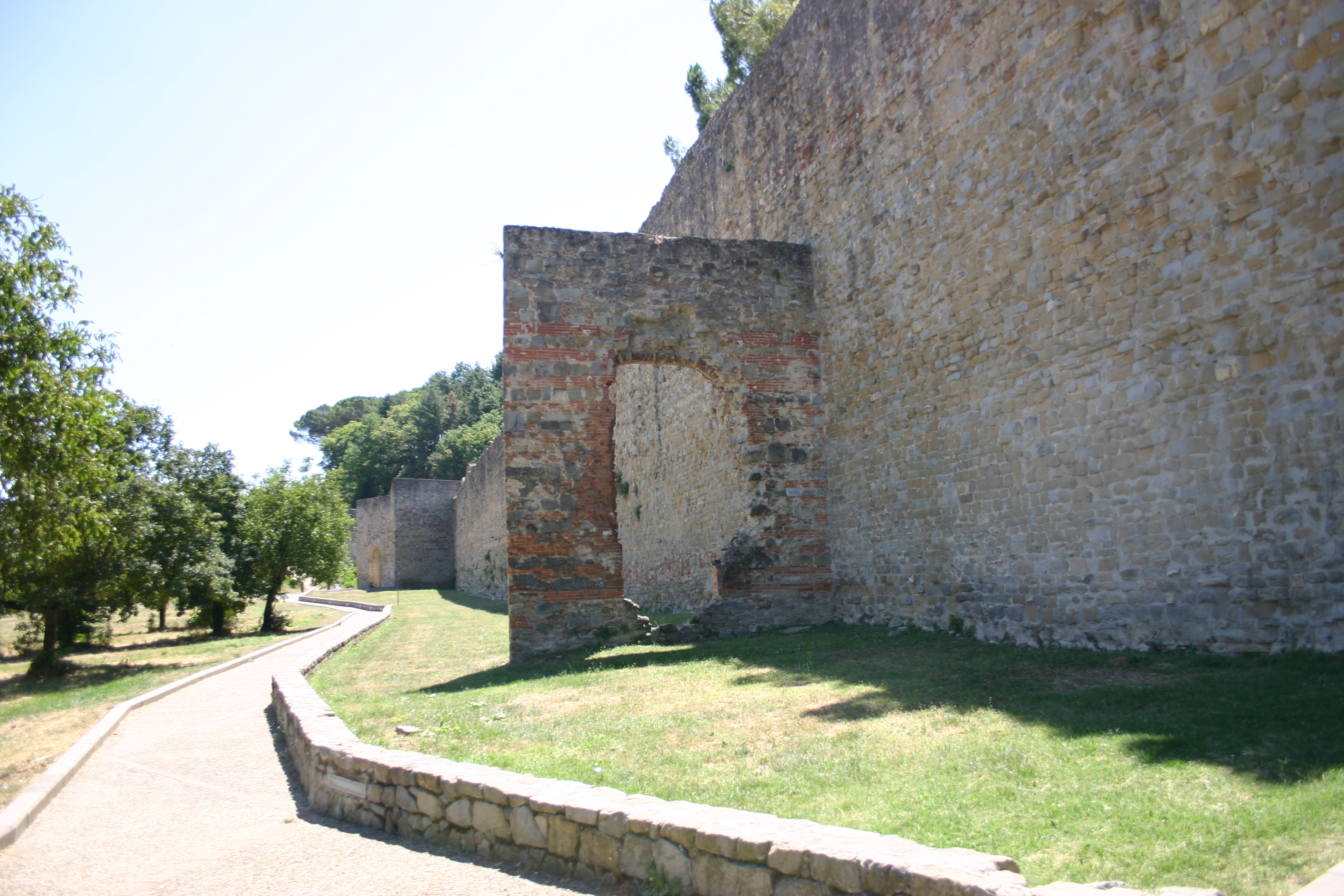
Mur d'enceinte d'Arezzo.
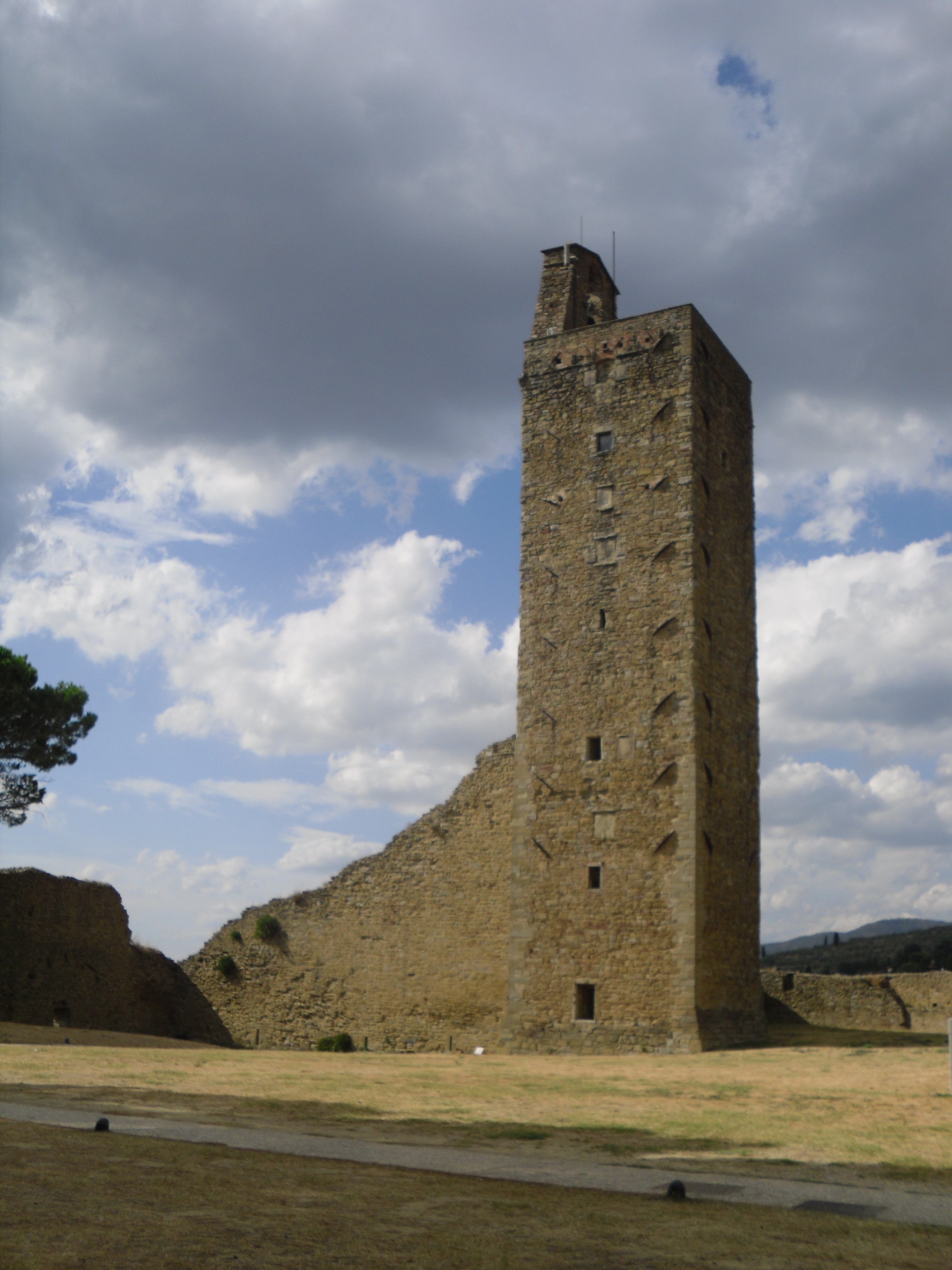
Tour réemployée, site de Castiglion Fiorentino, avant-poste d'Arezzo[3].
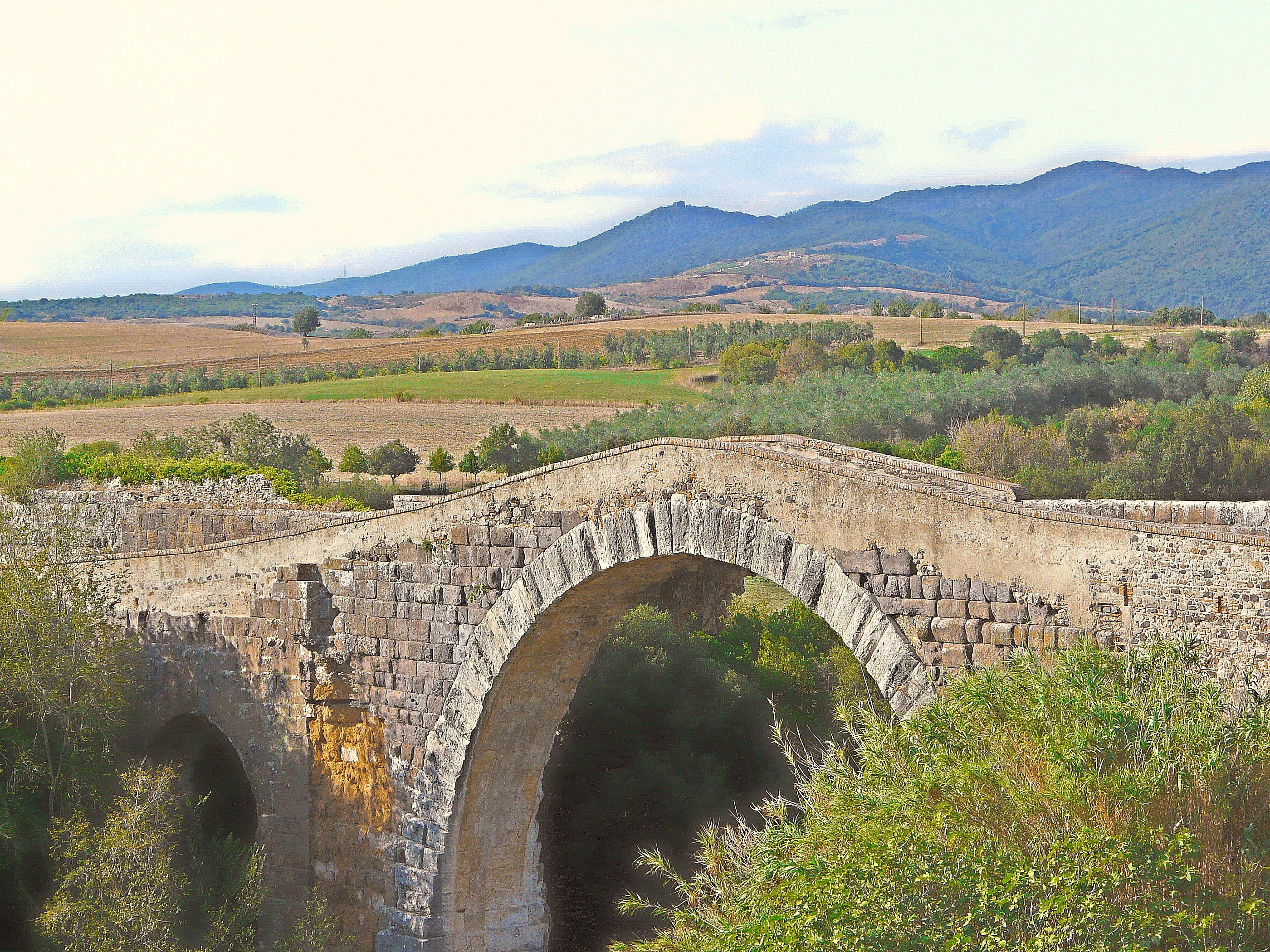
Pont d'accès de Vulci[4].
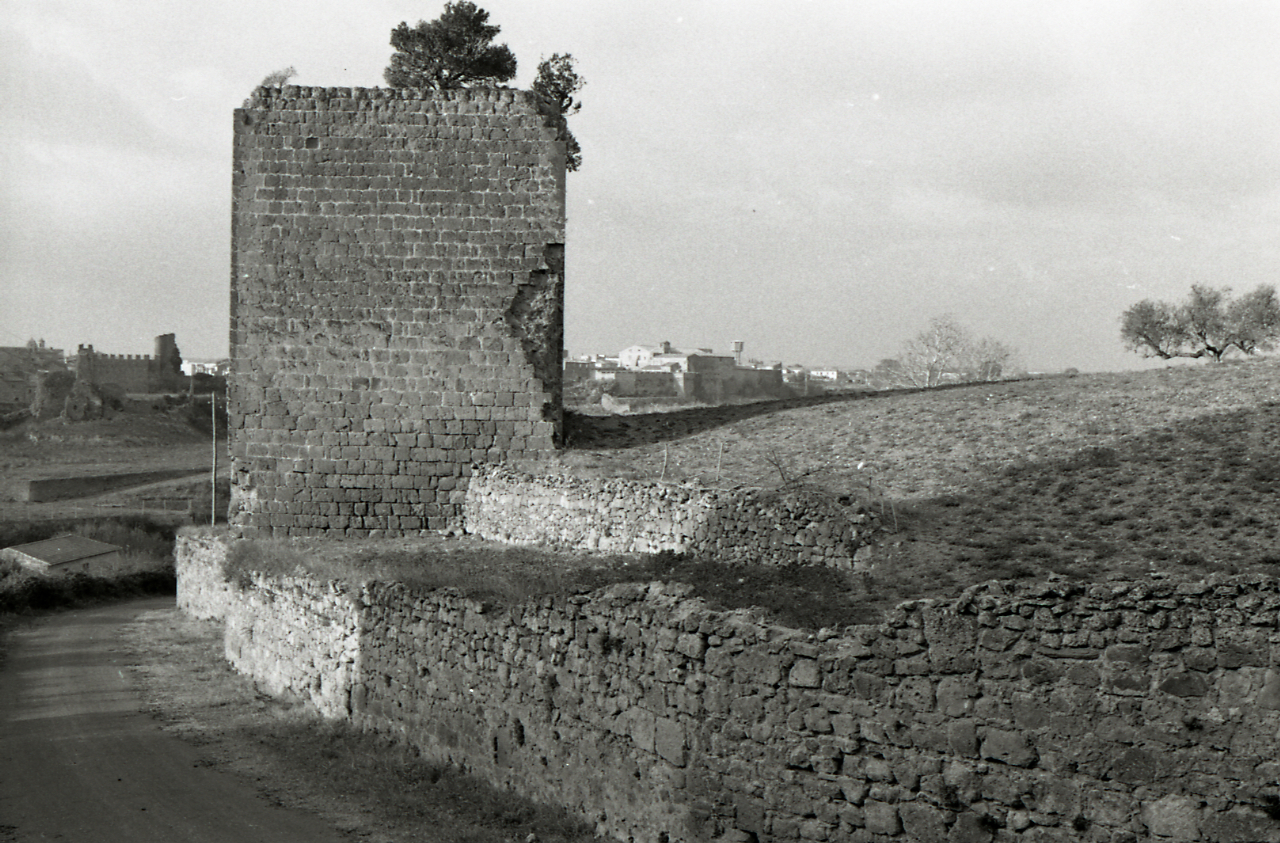
Fortifications de Cerveteri.
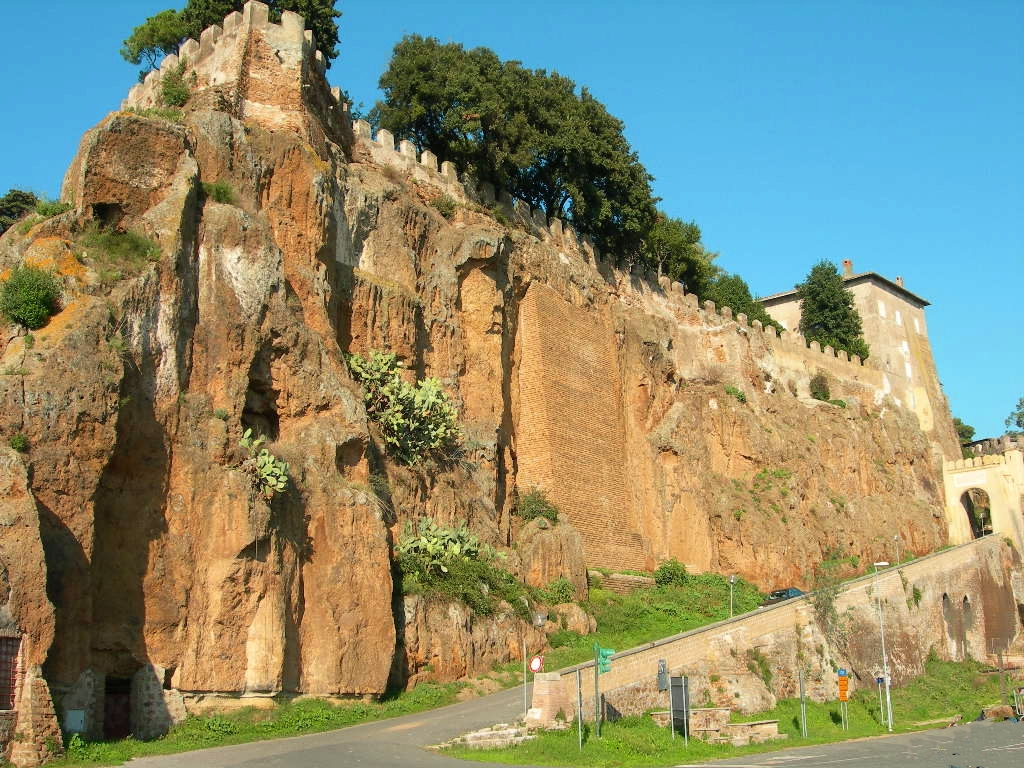
Appareil en pierre de taille des contreforts fortifiés de Cerveteri.
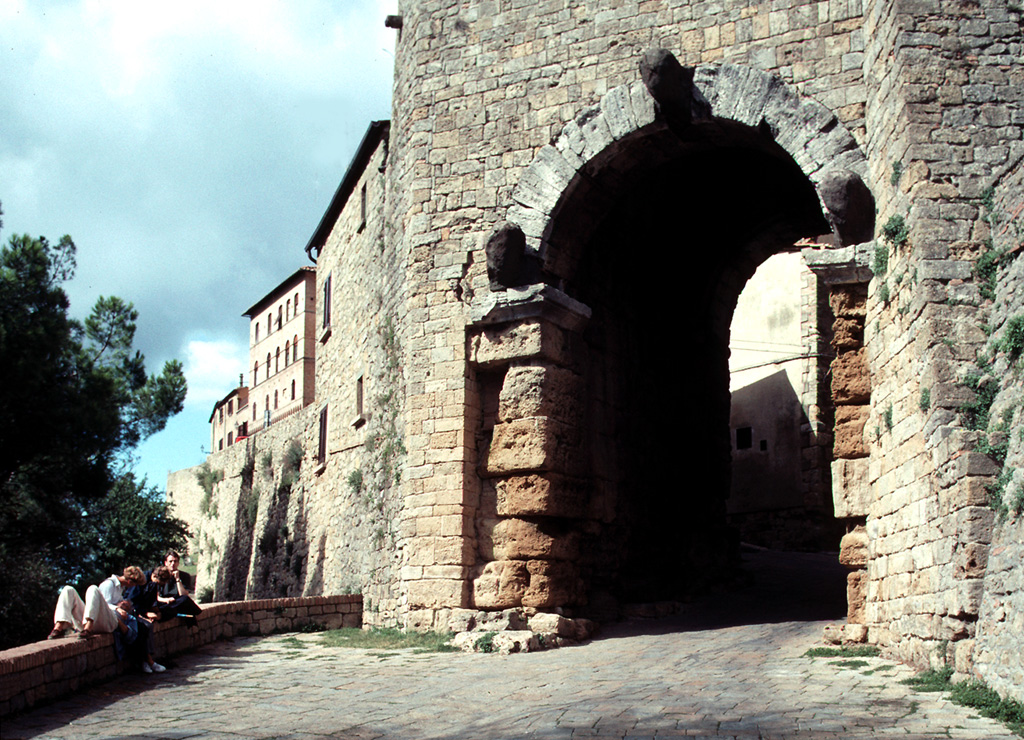
Porta all'Arco de Volterra, intégrée dans les murailles médiévales.

### Castramétation des cités étrusques
L'étude des vestiges urbanistiques mis au jour permet de déterminer une typologie globale des fortifications et de la castramétation propres aux cités étrusques. Ces dernières sont généralement circonscrites dans de puissantes murailles en pierre de taille,.
Toutefois, les archéologues sont actuellement en mesure de certifier que cette forme urbanistique défensive ne s'est développée qu'à partir du début Ve siècle av. J.-C. Pratiqués en fronton ou flanc d'enceinte, les points d'accès, de type monumental, sont couronnés d'arcs en ogive agrémentés de statues figurant des divinités issues du panthéon étrusque, telles que des silènes. Ces fortifications en pierre ont un pourtour conséquent d'environ 10 kilomètres pour les plus vastes cités telles que Véies (250 hectares,,,), et Volterra (240 hectares). Certaines lucumonies, de taille plus modeste, présentent une superficie d'environ 150 hectares, telles que Vulci (180 hectares), Cerveteri (150 hectares)  et Tarquinia (135 hectares,,).
L'étude des centres d'importance de la dodécapole étrusque révèle un choix d'emplacements stratégiques. Différentes selon le cadre régional et/ou topographique, les fondations des cités-états semblent régulièrement sous-tendues par des options d'implantations géographiques précises et réfléchies. Concrètement, les situations spatiales des métropoles étrusques sont probablement déterminées par la proximité de fleuves ou de deltas fluviaux, tels qu'à Adria (sur le delta du Pô), ou encore Felsina ; mais également, et plus fréquemment, en hauteur et en bordure côtière, comme à Cerveteri, Populonia, Tarquinia, Misano, Véies ou encore Spina,,,.
Ces observations tendent à prouver que les étrusques privilégiaient des sites d'intérêt tactique, à caractère militaire (îlot, promontoire) et/ou commercial (rives fluviales, bordures côtières). Ces éléments suggèrent qu'ils mettaient à profit les ressources les plus favorables à leur essor politico-militaire et économique.

Les fortifications de Pérouse : cas typique de la poliorcétique architecturale de l'Étrurie
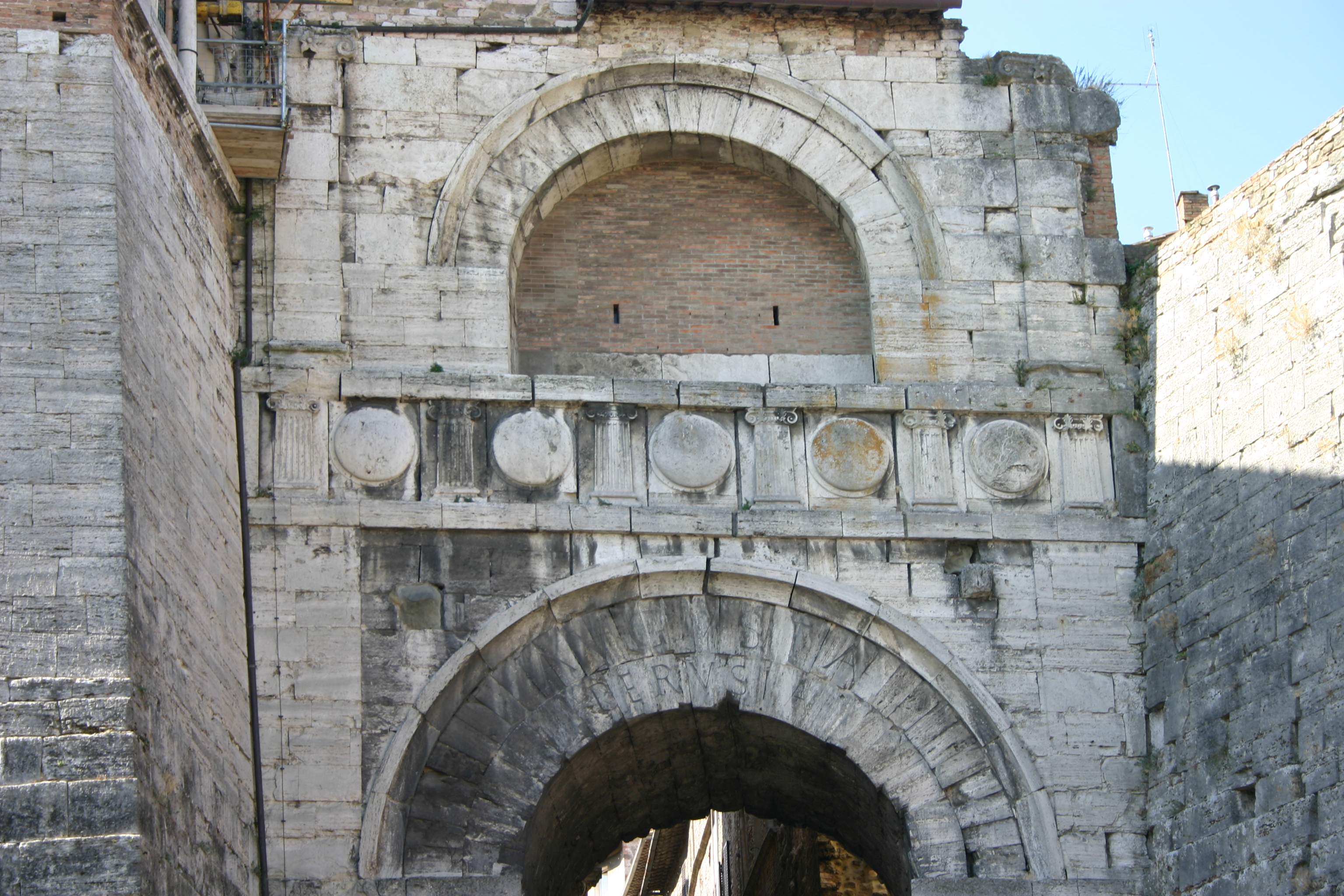
Arc de porte d'enceinte étrusque[c].
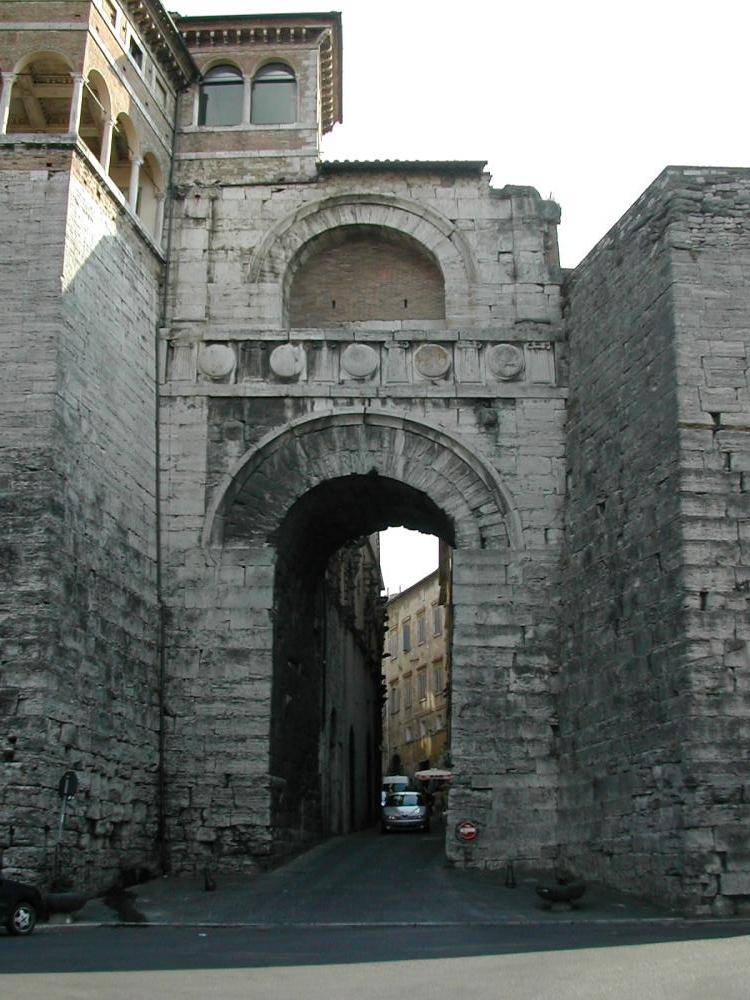
L'arc et sa porte en appareil.

## Exemples

### Musarna
Le bastion de Musarna est l'un des exemples les plus frappants de ce domaine militaro-architectural. Son état de conservation permet d'évaluer l'ingénierie défensive étrusque.
Cet avant-poste de la cité étrusque de Viterbe est daté du dernier quart du IVe siècle av. J.-C. Les fouilles archéologiques préventives et les sondages de prospection, effectués dans les années 1980 et 90, ont révélé une muraille d'une épaisseur de 1 mètre réalisée en pierre de taille de tuf volcanique. La fortification, qui se déploie sur un plateau rocheux d'environ 175 m, est doublée d'un mur interne renforçant l'ensemble de l'appareil. La présence de fondations occupant un prolongement en façade de la muraille suggère une probable tour fortifiée.
Les recherches de terrain ont également mis en évidence un cuniculus se développant en avancée de la porte d'accès Sud, d'une longueur significativement succincte[incompréhensible]. Ce dernier élément indique que le site secondaire étrusque a fait l'objet d'un effort particulier concernant le domaine défensif,,,,,.

### Véies
Les fortifications de Véies procèdent du même type de configuration architecturale tactique. Elles se développent sur un vaste éperon rocheux, en particulier autour de la Piazza d'Armi s'élevant dans la partie sud du plateau,. Cette situation est analogue à celle de Musarna.
Les fortifications sont constituées de bastions consolidés par un appareil interne et secondés par d'épais murs de soutènement et de remblais en tuf volcanique. La prospective archéologique atteste également de tours et de portes principales étroites surmontées d'arcs voûtés. À l'instar des portes de Musarna, celles de Véies sont dotées de cuniculus, faisant office de couloir en enfilade permettant des manœuvres lors d'un siège,,,,.

Éléments fortifiés de Roselle
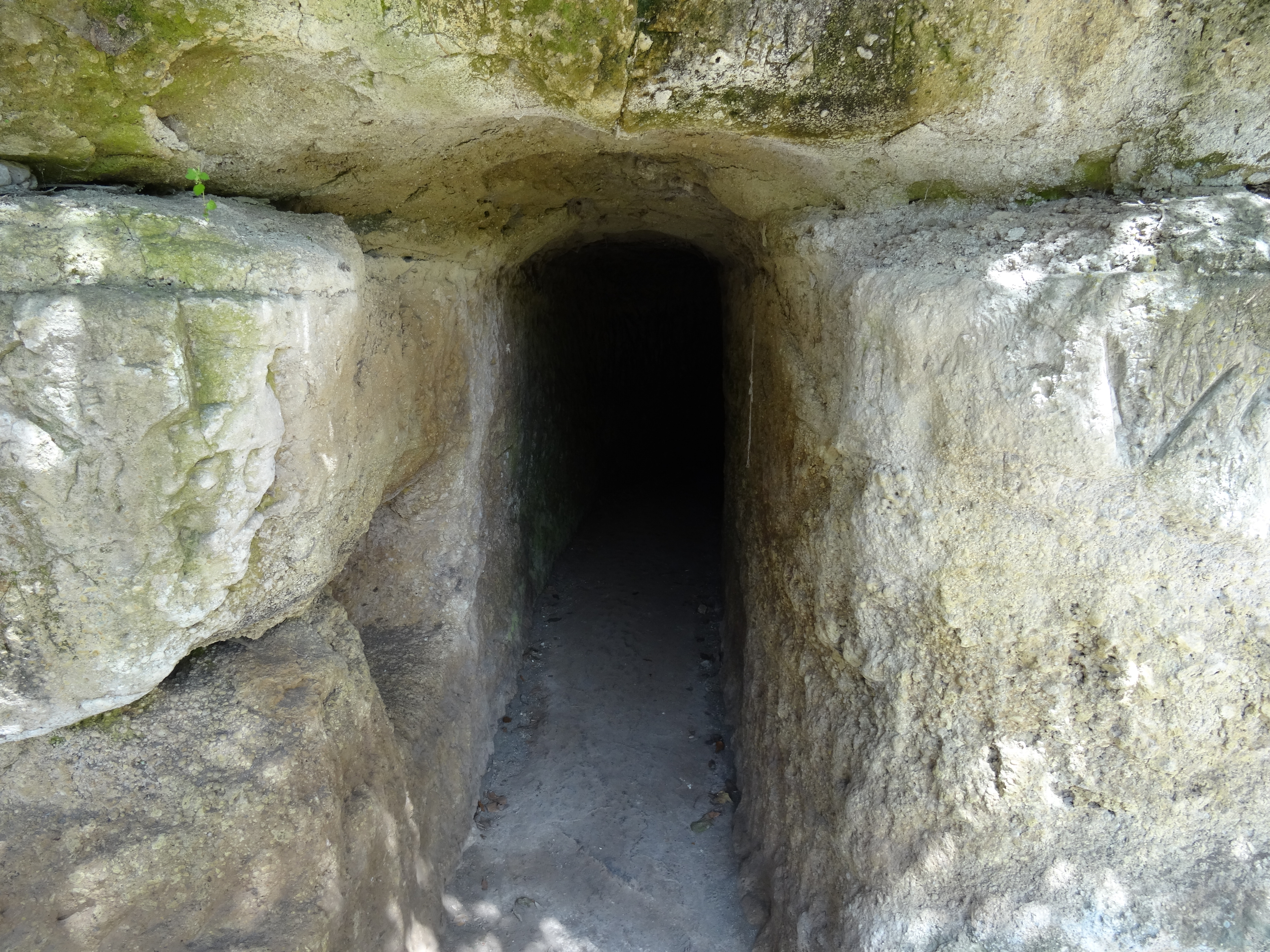
Cuniculus des soubassements fortifiés de Véies.
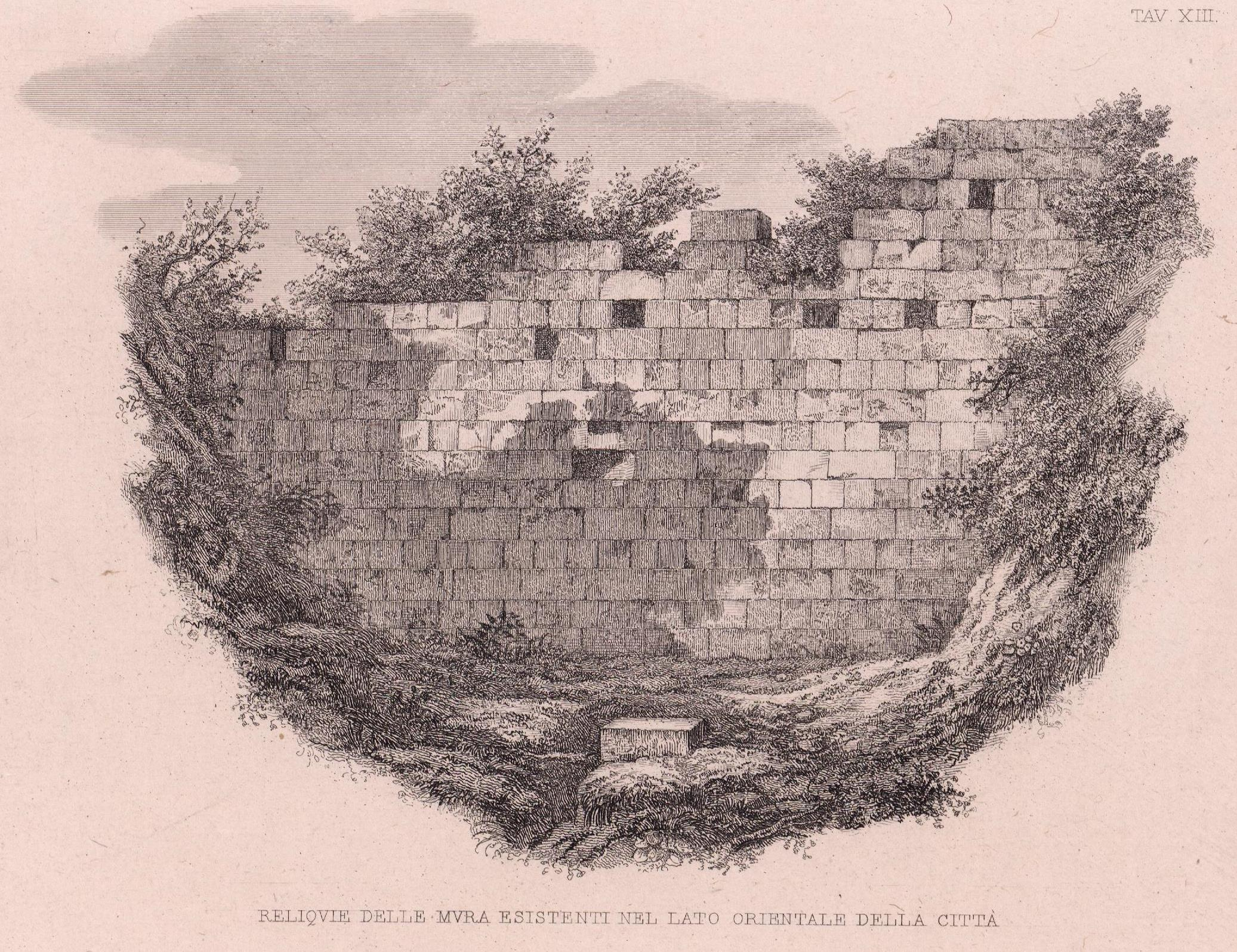
Gravure figurant une partie du mur d'enceinte de Véies.

### Roselle
Bien que présentant une efficience logistique indéniable sur l'ensemble des sites découverts, la poliorcétique défensive étrusque ne procède pas d'une uniformité bien définie.
Les principes architecturaux des fortifications de Roselle fournissent un exemple qui diffère de ceux de Musarna et de Véies. Factuellement, la mise-en-œuvre n'est pas analogue : l'assise constituant les murs d'enceinte cyclopéens se compose de blocs de calcaire et leur appareil est élaboré en brique crue. La datation par le carbone 14 du mobilier archéologique retrouvé in situ dans l'aire d'investigation de Roselle indique une fondation au VIIe siècle av. J.-C., autrement dit dans un contexte historique de relations interrégionales diplomatiques, à la différence du Ve siècle av. J.-C. et du IVe siècle av. J.-C. qui ont respectivement vu les édifications des fortifications de Véies et de Musarna. Les fortifications de Roselle ont donc été édifiées dans un contexte de nécessité moindre, ce que semble souligner l'absence de tours et d'arrière-corps, à contrario des deux cas précédents.
Toutefois, ces fortifications sont pourvues d'un système d'accès identique : on retrouve ainsi les mêmes type de portes par des poternes et des cuniculus. Par ailleurs, l'enceinte est tout aussi massive et procède d'une logique de castramétation indéniablement similaire,,,,,,.

Éléments fortifiés de Roselle
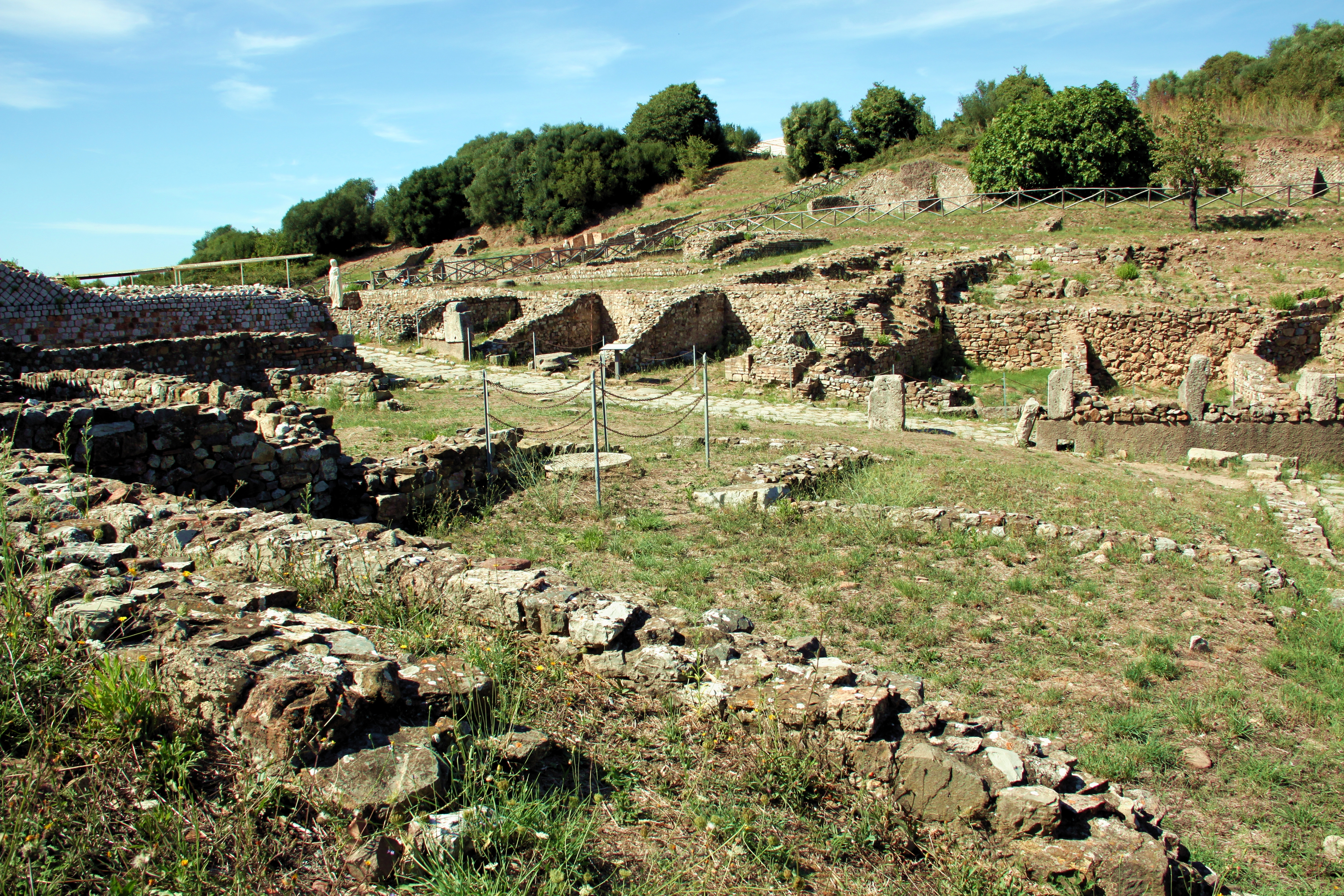
Vestiges de fortifications de la cité-état de Rosselle[43],[44],[45],[46].
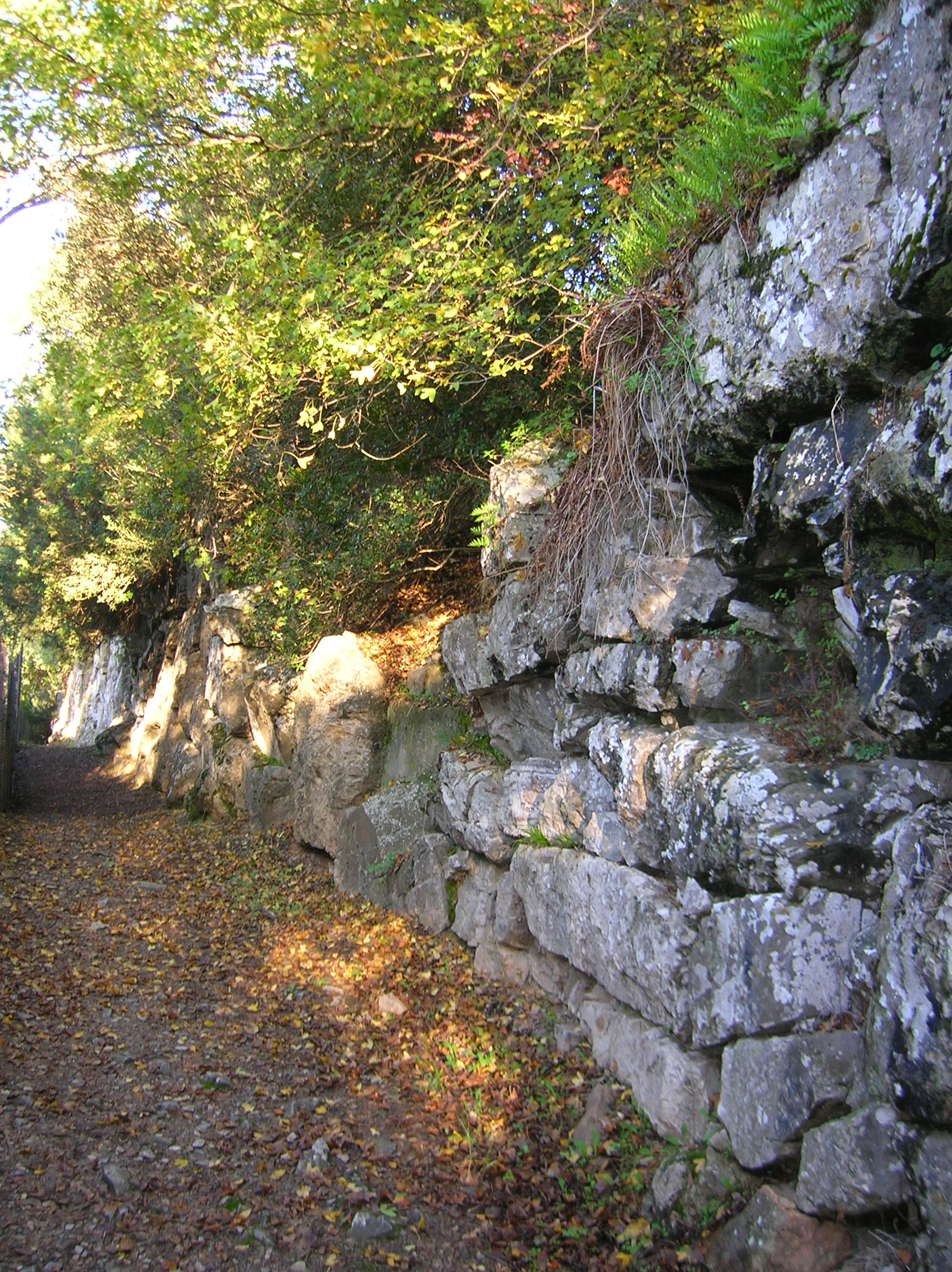
Blocs de calcaire de type cyclopéen constituant l'assise fortifiée de Rosselle.
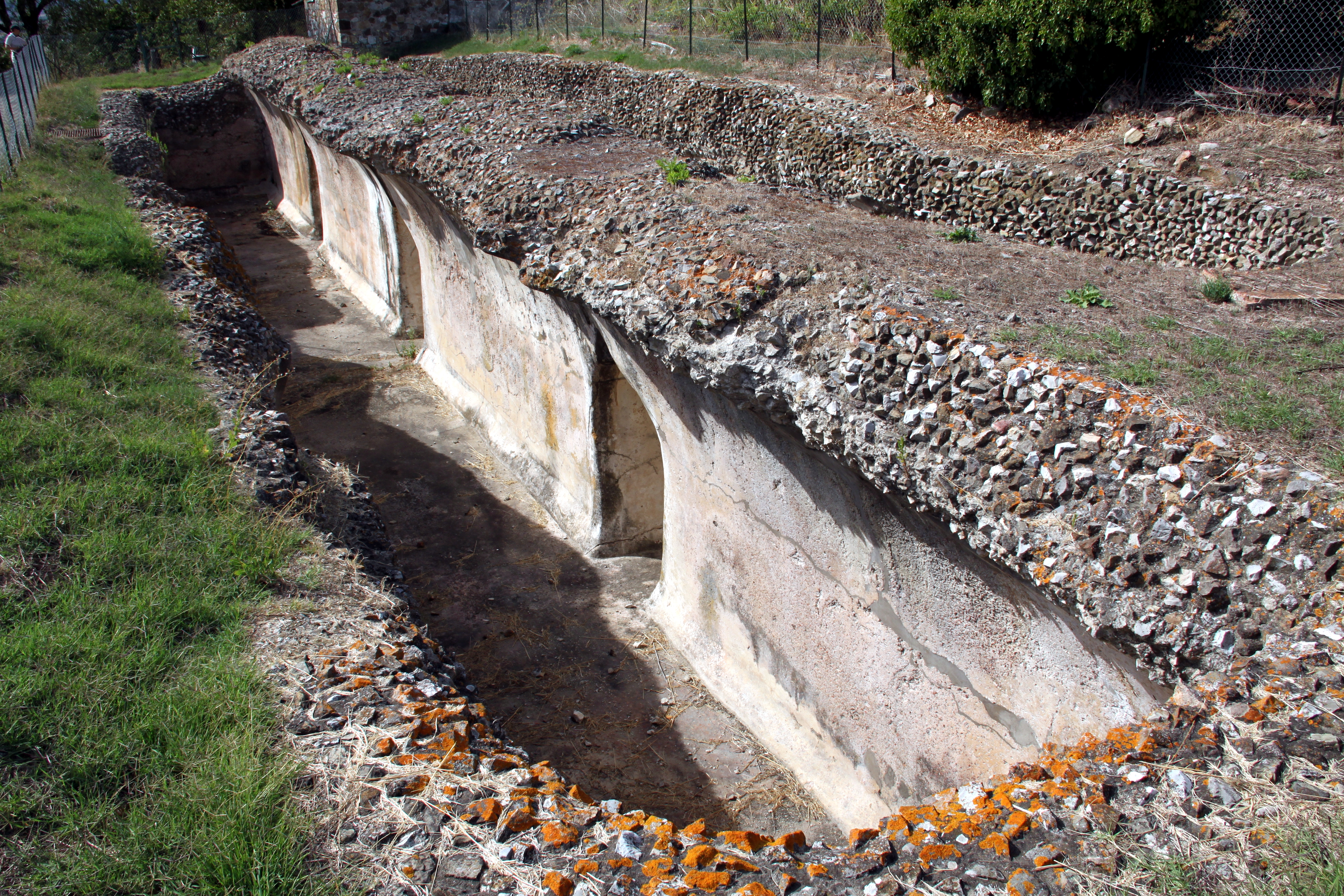
Soubassements comportant deux cuniculus des fortifications de Rosselle.